# Coelorinchus simorhynchus
Coelorinchus simorhynchus es una especie de pez de la familia Macrouridae en el orden de los Gadiformes.

## Morfología
• Los machos pueden llegar alcanzar los 40,5 cm de longitud total.

## Depredadores
Es depredado por Merluccius capensis y Merluccius paradoxus .

## Hábitat
Es un pez de aguas profundas que vive entre 139-986 m de profundidad.

## Distribución geográfica
Se encuentra en Angola.